# Ituano Futebol Clube
El Ituano Futebol Clube es un club de fútbol brasileño de la ciudad de Itu, en el Estado de São Paulo. Fue fundado el 24 de mayo de 1947 y desde 2025, se desempeña en el Campeonato Brasileño de Serie C.
Jugó la Serie D en 2016, 2017 y 2019. Jugó la Serie C en 2020 y 2021. Jugó la Serie B desde 2022 hasta 2024. 

## Entrenadores
- Mazola Júnior (?–marzo de 2010)[5]
- Doriva (interino- marzo de 2010)[5]
- Sergio Ramírez (?–febrero de 2011)[6]
- Doriva (interino- febrero de 2011)[6]
- Ruy Scarpino (febrero de 2011–marzo de 2011)[7][8]
- Roberto Fonseca (febrero de 2012–marzo de 2013)[9][10]
- Doriva (interino- marzo de 2013–?)[10]
- Tarcísio Pugliese (julio de 2014–marzo de 2017)[11][12]
- Roque Júnior (marzo de 2017–junio de 2017)[13][14]
- Vinícius Bergantim (interino- junio de 2017–?)[14]
- Mazola Júnior (junio de 2021–julio de 2022)[15][16]
- Chico Elias (interino- julio de 2022)
- Carlos Pimentel (interino- julio de 2022–agosto de 2022/agosto de 2022–febrero de 2023)[17][18]
- Chico Elias (interino- febrero de 2023)[19][20]
- Gilmar Dal Pozzo (febrero de 2023–mayo de 2023)[21][22]
- Douglas Leite (interino- mayo de 2023)[22]
- Marcinho (mayo de 2023–febrero de 2024)[23][24]
- Douglas Leite (interino- febrero de 2024)[24]
- Alberto Valentim (febrero de 2024–octubre de 2024)[25]
- Chico Elias (interino- octubre de 2024–diciembre de 2024)[26][27]
- Vinícius Munhoz (diciembre de 2024–presente)[4]

## Palmarés

### Torneos nacionales
- Campeonato Brasileño de Serie C (2): 2003, 2021

### Torneos estaduales
- Campeonato Paulista (2): 2002, 2014[28]
- Campeonato Paulista del Interior (2): 2017,[29] 2022
- Campeonato Paulista Serie A2 (1): 1989

### Otros torneos
- Copa Mauro Ramos (1): 2002
- Campeonato Brasileiro de Futsal Down (2): 2018, 2019.
- Campeonato Paulista de Futsal Down (1): 2024